# Johannes Tuchel
Pour les articles homonymes, voir Tuchel.
Johannes Tuchel (né le 20 décembre 1957 à Hambourg) est un historien allemand et le directeur du Mémorial de la Résistance allemande de Berlin.

## Biographie
Il étudie de 1977 à 1981 les sciences politiques à l'Université de Hambourg et l'Université libre de Berlin. Sa thèse porte sur les camps de concentration, Histoire organisationnelle et fonction de l'« Inspection des camps de concentration de "1934-1938". De 1983 à 1987, il entre au Mémorial de la Résistance allemande de 1988 à 1991. En 2008, il apparait dans un documentaire autour du Complot du 20 juillet 1944 parallèlement à la sortie du film Valkyrie. En 2013, il déclare avoir rassemblé les preuves pour affirmer que le chef de la Gestapo, Heinrich Müller, fut enterré dans cimetière juif du quartier de Berlin, Mitte, sur Grosse Hamburger Strasse,.

## Œuvres (sélection)
Auteur
- Nouvelles de la "Rose blanche" ?, Berlin en 2003,  (ISBN 3-929532-11-5).
- Die Inspektion der Konzentrationslager 1938-1945. Das System des Terrors. Édition Hentrich, Berlin 1994,  (ISBN 3-89468-158-6).
- Am Grossen Wannsee 56-58. De la Villa Minoux à la maison du Wannsee. Édition Hentrich, Berlin 1992  (ISBN 3-89468-026-1).
- Camp de concentration. L'histoire de l'organisation et de la fonction des « Inspection des camps de concentration" 1934-1938. Boldt Verlag, Boppard am Rhein 1991,  (ISBN 3-7646-1902-3) (thèse zugl., FU Berlin).
- Columbia House. Berlin Concentration Camp 1933-1936. Hentrich édition, Berlin, 1991  (ISBN 3-926175-96-6)
- Centre de la terreur. Prinz- Albrecht -Strasse. 8, le siège de la Gestapo. Siedler Verlag, Berlin 1987,  (ISBN 3-88680-267-1)
- Pas le droit à la vie. Poste et documents de privation des droits civiques et de la destruction de la "vie indigne de la vie" dans le national-socialisme . WAV, Berlin 1984,  (ISBN 3-88840-221-2)
- Alimentation sécurisation et la terreur. Sur la fonction et l'effet des camps de concentration nazis en 1933 et 1934. FU Berlin 1983 (Occasional Papers, 7).
- Georg Elser. be.bra science, Berlin 2009  (ISBN 978-3-937233-53-6)

Éditeur
- La Chapelle -Rouge dans la résistance contre Hitler (écrits du Mémorial de la Résistance allemande / A, vol 1). Édition Hentrich, Berlin 1992  (ISBN 3-89468-110-1)
- Guerre dans l'éther. Résistance et l'espionnage pendant la Seconde Guerre mondiale. Picus Verlag, Wien, 2004,  (ISBN 3-854-52470-6)
- La résistance oubliée. Pour l'histoire réelle et la perception de la lutte contre la dictature nazie (Dachau colloques sur l'histoire contemporaine ; 5). Wallenstein Verlag, Göttingen 2005 ISBN Résumé]